# Dimorphonyx chauvini
Dimorphonyx chauvini là một loài tò vò trong họ Ichneumonidae.